# 冥斗士
冥鬥士，聖鬥士星矢冥王篇中的敵對角色們的總稱，嚴格來說，哈帝斯、雙子神、潘多拉不能算是冥斗士，但為了方便整理全部收入此條目中。

## 神
神（Deities）的真身都生活在極樂淨土，其中雙子神一直處於清醒狀態，而哈迪斯則基本處於長眠狀態。祂們的能力異常強大，僅僅依靠意念就可以讓地球世界產生翻天覆地的變化。

### 冥王
- 名稱：黑帝斯（冥界的最高統治者）
- 年齡：不明。從神話時代起就已存在。身長：184cm。体重：73kg。誕生日：9月9日。血液型：不明。出身地：不明。
- 武器：無名之劍：由于黑迪斯的意志化成一把劍刺在對手胸口，若在限時之內不將它給摧毀，那麼中到招式的對手便會當場身亡。
- 技：偉大日噬/永恆日蝕 Greatest Eclipse：運用意志力，使太陽系所有的星球在数分钟内連成一線，將太陽系成為一片黑暗的冰封荒無的世界。
- 配音員：大塚明夫、森川智之【手遊—覺醒】（日本）；魏伯勤（台灣）；黃榮璋（香港）
- 冥王的攻撃是會直接損傷敵人的靈魂，如受重擊致失去意識，有可能就此陷入昏睡，最後被無形之劍刺穿。

手中握著散發紅光的冥王之劍『無名之劍』，能自由操縱太陽系內任何的天體運行。由於感嘆人間早晚會被人類給毀滅，因此決定在冥界地獄中來懲處被判定為有罪的人類讓人間的秩序能勉強維持平衡。曾被潘多拉稱為太過善良甚至會願意給無罪之人居住在自己所創造的極樂淨土世界讓他們能夠過著無憂無慮的生活。自己的雙眼曾被星矢所形容為像藍色湖水一樣乾淨清澈，完全想象不到這是統治冥界之人所擁有的雙眼。
非常愛惜神話時代天空之神克羅諾斯與大地女神瑞亞所孕育的軀體，在初次的聖戰中結束時趁雅典娜軍元氣大傷時在阿提卡地區率領冥王軍直接攻打聖域，由於沒有抵抗冥鬥士的不死之力的木鑾子念珠，促使雅典娜消耗自身小宇宙撐起結界制止冥鬥士的復活能力。但曾被一位守護雅典娜、亦是初代的天馬座聖鬥士「羅德里奧」以捨命的代價給打傷後，自此很厭惡讓自己的軀體在人間受到傷害也把天馬座聖鬥士視為仇敵的對象甚至想要將其給打給永世不得超生的地步。
之後每次從神話時代起就把自己真正的軀體安置在極樂淨土，還會附身在人類中最為善良的少年的身上（假借潘朵拉之弟的轉世）作為人間體。在聖戰中和每個歷代雅典娜展開大戰中傷亡慘重，尤其以是在兩百四十三年前中倒數第二次的聖戰（聖鬥士星矢 THE LOST CANVAS 冥王神話）中最為慘烈，在上代聖戰中令雅典娜軍中只有兩名黃金聖鬥士（白羊座 薛安和天秤座 童虎）倖存下來。
距離聖戰的現代中為了肅清全世界中犯下滔天大罪的人類，因此寄宿於潘朵拉之弟的期間附身在仙女座 瞬（鳳凰座 一輝的弟弟）的身上，當時潘朵拉在年幼時抱著冥王的靈魂跟抱著瞬的一輝接觸過。在現今的聖戰中先是給予前教皇史昂與其餘被星矢擊倒的黃金聖鬥士與白銀聖鬥士短暫的生命，要求他們取走雅典娜的首級換取永恆生命的機會，在星矢一行人等聖鬥士闖入冥界時憑藉自身靈魂讓冥鬥士看瞬的模樣藉以附身在瞬的身上，但是被雅典娜的血給讓瞬從自己的掌控中獲得解放後逃至極樂凈土。在極樂凈土神殿的最終決戰，雖然爆發真正實力把身穿神聖衣的星矢等人打得毫無還手之力，但是自己也受到輕傷的同時發現星矢跟上次聖戰中將自己給弄傷的天馬座聖鬥士的容貌極為相似，因此在惱怒之際試圖斬殺星矢時被雅典娜用生命之球將星矢一行人給保護起來而無法下手。然後跟穿上星矢一行人所帶來的屬於奧林匹斯十二神的雅典娜神聖衣的雅典娜展開交戰，在對決中剛開始時跟雅典娜說出自己要肅清毀滅陸地的人類的理念，卻被雅典娜給諷刺自己的想法太過傲慢，因此發揮實力令雅典娜處於下風正要給予致命一擊時被趕來支援的星矢以「天馬流星拳」給打飛，卻反手用「無明之劍」貫穿星矢的胸口讓他生死未卜，還諷刺星矢的莽撞行徑，最後被雅典娜以集結神聖衣的紫龍、冰河、瞬、一輝四人之力，把小宇宙聚焦在「勝利女神權杖」擊穿自己的身軀下消失殆盡。
由於真正的肉體已被消滅，冥界已經崩潰，要復活必須像雅典娜以嬰孩降生、或海皇波賽頓附生於有其血脈的子孫。後來因感受到復仇女神意圖乘機毁滅大地，以靈魂的狀態喚醒沉睡的波塞冬, 並復活七位海將軍交還波塞冬，希望他能夠代替未回歸大地的雅典娜應對復仇女神。由於極樂淨土在因黑帝斯被消滅的緣故而崩毀，冥王所遺留的怨念化成无名之剑的「神之烙印」刺在星矢的胸口促使他變成無法甦醒的植物人，只要未在三天的期限內毀掉「无名之剑」會讓星矢因此喪命，因此逼迫雅典娜在《聖鬥士星矢 NEXT DIMENSION 冥王神話》中不得不穿越時空返回上代聖戰中去摧毀上代冥王所持有的「无名之剑」。

### 雙子神·睡神
- 名稱：修普諾斯
- 年齡：不明。從神話時代起就已存在。身長：192cm。体重：88kg。誕生日：6月13日。血液型：不明。出身地：不明。
- 技：遠古的長眠/永恆睡眠/永久沉醉 Eternal Drowsiness ：連奧林匹斯十二神之一的雅典娜都無法抵擋的睡意之技。
- 配音員：二又一成、坪井智浩【冥王神話】（日本）；吳文民、孫誠【冥王神話】（台灣）；李錦綸（香港）

輔佐冥土之王的雙子神之一，是其中的哥哥。額頭有空心的黑框六芒星，眼睛和頭髮的顏色為金色，冥衣為紫色配以金色裝飾，設計風格異常女性化，有著如孔雀開屏、和圓翅蝴蝶一般的華麗翅膀，穿著連衣裙一樣的下身甲。一開始的靈魂和弟弟一起被封印在潘朵拉之盒中，被潘朵拉打開後靈魂回歸極樂淨土。認為潘多拉是個人才，斥責弟弟毫無理由的殺害潘多拉；對弟弟死神的態度，與其說是袒護還不如說是教育為主。
修普諾斯行事冷靜沉着、不喜見血，雖然戰鬥力比弟弟塔那托斯要強，但幾乎不殺人也反對在極樂淨土殺生的行為。一開始勸告弟弟塔那托斯不要輕視星矢等青銅聖鬥士，之後就靜靜地的回到自己的寢宮等待。在弟弟塔那托斯被星矢擊殺後接收到同為雙胞胎的感應前來討伐星矢，緊接著被瞬的星雲鎖鏈牽制住，原本以為能迅速解決掉瞬，沒想到連瞬也穿上神聖衣。不過依然以壓倒性的實力戰勝神聖衣狀態下的瞬，並成功讓瞬進入「永久睡眠」，為了以絕後患正想趁機殺瞬的時候，穿着神聖衣的聖鬥士天龍座 紫龍與白鳥座 冰河看穿自己的招式，最終寡不敵眾並在兩人合力使出的「廬山昇龍霸」、「鑽石星塵」中被擊敗。即使被紫龍、冰河擊敗後遲遲未死，等到冥王黑帝斯的靈魂被消滅、極樂淨土開始崩塌之時，才自言自語的警告星矢和雅典娜會在這裡即將毀滅，隨後放心的死去。

### 雙子神·死神
- 名稱：塔納托斯
- 年齡：不明。從神話時代起就已存在。身長：192cm。体重：88kg。誕生日：6月13日。血液型：不明。出身地：不明。
- 技：恐怖的神意/惡意天命/顫慄天威 Terrible Providence

輔佐冥土之王 的雙子神之一，是其中的弟弟。額頭有實心的黑色五角星，眼睛和頭髮的顏色為銀色，冥衣為黑色配以銀色裝飾，設計風格純粹以地獄惡魔角、蝙蝠翅膀為核心裝飾，是冥衣中最具有代表性的。一開始的靈魂和哥哥一起被封印在潘多拉之盒中，被潘多拉打開後靈魂回歸極樂淨土。是極樂淨土篇的第一個敵人，也是篇幅最長的。根據潘多拉的說法死神和他哥哥睡神是最巨大威脅的敵人，與實力來說冥界三巨頭和雙子神比起來都像嬰兒一樣軟弱無力只能被宰割的份。
熱愛殺戮、蔑視人類，而且雙重標準、自我中心，因為自己就是「死神」，所以不管敵人是誰、距離有多遠，只要敵人是人類就可以隨意殺掉，和一輝對持時說出狂言「我就是死神，殺的人太多，根本沒時間一個一個去管他們的痛苦！」，但被一輝諷刺「不好意思，我是無神論。」一開始對冥界的戰鬥毫無興趣，被女性精靈寧芙所圍繞，在自己的宮殿裡享受著豎琴的音樂，持續著糜爛優雅的後宮生活；直到滿身是血的星矢掉落在極樂淨土嚇到從宮殿路過取水的女精靈的時候，才覺得被人給打攪於是勉為其難的前去討伐聖鬥士。
自稱根本不需要任何冥鬥士，只要自己死神和哥哥睡神兩人出手，無論有多少聖鬥士都能全部消滅。因為潘多拉放一輝去極樂淨土而遠程秒殺她，先前自己被星矢的天馬流星拳造成擦傷，於是想要狠狠報復星矢，故意找出星矢失散多年的姐姐星華並釋放緩慢的攻擊她，目的想讓星矢看到他的姐姐命喪在自己手上的畫面以後才殺他，可是卻被在聖域中的天鷹座 魔鈴為首的聖鬥士們保護星華加上瞬、紫龍、冰河與一輝接二連三的阻撓自己之下失敗。先是粉碎星矢一刑人的青銅聖衣，然後靠著本身的實力也足夠強悍到一擊就把海皇波賽頓從黃金魂-北歐仙宮那裡傳送而來的黃金聖衣，號稱從神話時代開始就一次都沒損壞過的射手座、天秤座、水瓶座、獅子座、處女座的五套黃金聖衣全部打碎，接著就嘲諷和“天帝宙斯”、“冥王黑帝斯”齊名的奧林匹斯大神“海皇波賽頓”的實力也不過如此。但因為太愛折磨對手而喪失最佳進攻時機。載星矢在知道星華其實並非自己的師傅魔鈴而是自己的姐姐，並且在黃金聖衣全部損毀的雙重打擊之下，和雅典娜聯動小宇宙而爆發出如同神一般的威力，而且這股能量還是超越一般神的「奧林匹斯十二神」的力量。最後穿着天馬座神聖衣的天馬座 星矢以「天馬流星拳」重創死神並說出「塔那托斯，你也只不過是個玩弄死亡的二流神明啊！」，再使出一招「天馬彗星拳」就將死神完全秒殺。

### 厄運女神
- 名稱：刻耳
- 年齡：不明。從神話時代起就已存在。身長：不明。体重：不明。誕生日：不明。血液型：不明。出身地：不明。
- 技：刻爾的兇星

短篇集《Origin·第三之雙子》出場。修普諾斯和塔納托斯的妹妹。把邪惡的意念注入撒加體內元兇。

## 潘朵拉
- 年齡：16歲。身長：166cm。体重：52kg。誕生日：9月3日。血液型：A型。出身地：德國・图林根州。
- 武器：潘朵拉之叉
- 配音員：坂本真綾、三森鈴子【手遊—覺醒】（日本）；楊凱凱（台灣）；鄭麗麗（香港）

四之圖·朱狄加環和地面上的海因斯坦城(黑帝斯城)是居住地，和黑帝斯在地獄共用一個房間，冥界的管理者以及冥鬥士的總指揮官，冥王黑帝斯“現世”的姐姐並非在“靈魂”上真正的屬於神。由於潘多拉的靈魂每個世代都會降世於德國貴族名門的海因斯坦家族的獨生女，所以在聖戰中會以哈迪斯的姐姐來指揮冥王軍。擅長彈奏豎琴。原冥鬥士進攻希臘聖域的前線基地黑帝斯城堡之下，有著直接通往冥界入口的螺旋樓梯。
身上帶著黑帝斯的親信死神 塔拿托斯和睡神 修普諾斯賦予能夠讓其自由自在來往于人間和冥界的項鍊，雖然戰鬥能力並不高卻依然可以透過「潘多拉之叉」來攻擊敵人，也可以使用豎琴發射電流來懲處為抗自己的命令的冥鬥士讓他們不再有違抗的舉動。
在聖鬥士星矢本傳開始的十三年前原本和家人在如同新天鵝堡一般的童話之家的海因斯坦城過著無憂無慮的生活，直到有一次在跟寵物狗在自家花園散步時誤闖入的家中的禁忌房间時受到潘多拉之盒的召喚，把黑帝斯的親信塔拿托斯和修普諾斯從被雅典娜封印的小箱子中解放出來，從那一刻起她就被潘多拉的意志所附身。黑帝斯的靈魂透過她尚未出生的弟弟的身分轉世奪取她的雙親與她的寵物狗以及家裡僕人、植物的所有生命，自此她成為黑帝斯的姐姐做為冥鬥士的總指揮官，曾一度接近尚為成為聖鬥士的一輝與瞬時，企圖將黑帝斯的靈魂附身在襁褓中的瞬，但是因為瞬散發出小宇宙的影響下只好收手並將刻有「YOURS EVER」字樣的項鍊交給他，並且消除一輝與自己碰面的記憶，十三年後，當冥鬥士們的封印被解除後率領冥王軍，在黑帝斯城懲處天猛星 雙足飛龍 拉達曼迪斯私自派遣少數冥鬥士往聖域的私自行為，然後將冥王軍的基地海因斯坦城轉至冥界，但在天馬座 星矢等聖鬥士們擊敗冥鬥士的战斗唤醒自己的良知，為了替家人復仇於是将自己的项链交给鳳凰座 一辉(仙女座 瞬的兄長)让他能进入极乐净土，不過因為背叛黑帝斯被給塔拿托斯奪取自己的性命，臨終前告訴一辉不要小看黑帝斯的親信塔拿托斯和修普諾斯的力量下而長逝，展開一辉決定與星矢等人打敗黑帝斯的契機。

## 冥衣
冥衣是冥斗士的特有战斗衣，冥衣以冥界的黑宝石所制成，性能和黄金圣衣差不多。根據白羊座 穆的說法每一件冥衣都閃爍着黑光而且散發出的寒氣和月亮一樣冰冷。在聖鬥士星矢世界觀內，神话传说中黑帝斯根据的冥衣的造型都是以負面怪物、魔兽、惡靈、妖精、地蟲而制造的。
冥鬥士就只是冥衣所操控的傀儡並不具備自我意識的鬥士，故冥衣和聖鬥士星矢世界觀中其它的衣服盔甲不同，此外，冥衣是根据特别的魔星所选择的而穿在人身上殘能發揮出真正實力，但是只能转化为配合冥衣的体质。所以冥鬥士不需要像圣斗士那样通过严格修炼、也不用像海斗士一樣非得天才才能使用，普通的人類只要被魔星與冥衣給選中就會成為冥鬥士，其思維和体质也會被強迫貼近自己所穿的冥衣。换句话说「冥衣才是本體，而冥鬥士只是載體」，冥斗士的肉身只是使冥衣的傀儡，冥斗士的冥衣可以直接改造穿着者的身軀和力量，所以像地妖星冥斗士還可以如同非人類的生物一樣輕鬆進行进化也是由于冥衣的力量所致。只要冥鬥士有冥衣就算不領悟第八感、不用經歷肉身的毀滅也能在人间和冥界之间自由往來。至於被冥王复活的圣斗士穿着的是与圣斗士的星座圣衣对应造型的冥衣。据LC外传的描述，魔星在神话时代与神结下羁绊，一旦冥鬥士背离魔星将是不可饶恕的罪过，而且用人的意识去否定是不可避免的。

### 神冥衣
冥王黑帝斯、睡神許普諾斯、死神塔那托斯所穿的『神級』冥衣。雖然名為“冥衣”，但實際上是“神冥衣”，黑帝斯的神冥衣更是只有奧林匹斯十二神才能擁有的「神聖衣」，只有這三個神的冥衣是不用被冥衣給控制的，這些冥衣也是根據這三個神自己的形象而被設計的。神級冥衣全部帶有華麗的裝飾、多重結構的翅膀、和女人裙子一般巨大的下護甲，都要絕對零度以下幾百倍才能使『神冥衣』給冰封起來，黑帝斯的神冥衣如同墮天使、死神的冥衣巨大如同惡魔、睡神的冥衣華麗如同孔雀或蝴蝶。

### 天罡冥衣
在设定里，除了冥界三巨头的冥衣和『黄金圣衣』同等级之外，其餘的天罡冥衣在均與『白银聖衣』同等級，共三十六件，所有天罡冥衣都配有翅膀，但有些翅膀使用花朵、昆蟲肢體等呈現方式，冥界三巨頭的翅膀都比普通天罡的要大一些。

### 地煞冥衣
地煞『冥衣』設定上與『青銅聖衣』同等級，共七十二件，不一定配有翅膀。

### 亡者冥衣
非黑帝斯軍正規之冥鬥士用『冥衣』，只作為给已死的聖鬥士所用，和沒有聖衣的普通聖鬥士同等級全部都沒有翅膀。

## 冥鬥士
- 一百零八颗魔星

冥斗士被代代封印在廬山大瀑布的水幕之中，廬山其實就是封印魔星的人造之塔，魔星塔和埃及獅身人面像同一個造型，只不過因為時間太過久遠而生出植物、泥土，而形成自然瀑布的錯覺。這些魔星是指掌管冥府的冥王黑帝斯下所率领的一百零八位魔星及麾下戰士，實力跟黄金圣斗士不相上下。圣斗士的圣衣只是起到一定的防御效果，即使不穿圣衣战斗力也不会弱多少。但是冥斗士只要脱离冥衣力量就会大打折扣，因為他们所拥有的各种招数奥义都是冥衣和魔星所赋予的。
根据聖鬥士星矢 THE LOST CANVAS 冥王神話中的冥鬥士天寿星 吸血鬼 埃尔哈特的說法魔星是冥鬥士与神所结下的羁绊，凡是被魔星給選中為冥鬥士的人並非亡者而是現世的人類，還沒覺醒為魔星載體的平凡人會過著正常生活，但是被冥衣給選中就會被迫接受冥王给與的加持成為不死之身令圣斗士處於不利的狀態；換句話說只要魔星不灭冥斗士就不会被消滅，但是在倒數第二次聖戰中圣斗士軍有最強圣斗士处女座 釋靜摩的佛陀寶物——木栾子念珠可以隨意封印冥斗士的灵魂不讓他們重新復活(在聖鬥士星矢 THE LOST CANVAS 冥王神話為處女座 阿思密達)，令後代的处女座圣斗士沙迦則是繼承這個念珠。一百零八顆魔星的數量和“天罡地煞”的名稱設定，來源自中國《水滸傳》中一百零八個好漢。
- 地獄

只有黑帝斯和雙子神這些神、以及被判定無罪的善人才能居住在極樂淨土，其餘人就算是冥鬥士中的三巨頭、潘多拉也只能待在地獄，而“極樂淨土”和“地獄”兩部分共同組成冥界，這兩者之間被一堵刻有雙子神面孔的埃及式墻壁——歎息之墻所阻擋。而極樂淨土並非真正的天堂，而是黑帝斯模仿宙斯在奧林匹斯的天界而在冥界創造的一片往生者的樂園，也就是“偽天堂”，就像黑帝斯的冥衣其實是墮天使而非真正的天使一樣。

### 冥界三巨頭
哈迪斯之冥鬥士當中的最高幹部，守護地獄的冥界三巨頭，共有三人，他們的職責就是守護第八獄自己的一之圈 該隱環、二之圈 安狄諾拉環、三之圈 多羅梅亞環，以防外敵入侵，身穿『天罡冥衣』。三人性格各異，戰鬥力高強，擁有災難性的破壞力量。

#### 天猛星
- 名稱：雙足飛龍的拉達曼迪斯
- 年齡：23歲。身長：189cm。体重：84kg。誕生日：10月30日。血液型：O型。
- 出身地：英國・法羅群島（現為丹麥領土, 位於英國蘇格蘭西北方的大西洋中）。
- 配音員：子安武人（日本）；宋克軍→吳文民【冥界篇起】（台灣）；雷霆（香港）
- 技：最大警戒 (Greatest Caution)：產生巨大的暗屬性波動於雙掌，再近距離猶如散彈一般掃射對手。

「冥界三巨頭」之一，守護“第八獄·一之圖-該隱環”，一百零八魔星中最強的冥鬥士之一，亦是冥界三巨頭中第一個出現的、也是的最活躍的份子。能使用各種和「暗」有關的無名光線技能靈活來作戰，個性衝動有男人味，对冥王黑帝斯的一片忠心，寧願冒著被潘多拉懲罰的風險，也要親自帶上冥鬥士去消滅聖鬥士。
在被复活的黄金圣斗士去十二宫“取雅典娜的首级”时，并没有像天貴星 米诺斯和天雄星 艾亚哥斯那样坐享其成，基於對聖鬥士的不放心心理，於是私自派遣多名冥斗士共同跟随撒卡等人去圣域，其目的一是为尽快达成目的、二是协助黑帝斯的“冥界之蝶”监视撒卡等人有無背叛，而最后因為自己所派出的十七位冥斗士被全数殲滅，而雅典娜失蹤的場面損失冥斗士的尊嚴因此被潘多拉給嚴厲制裁。
在黑帝斯城堡之內，憑藉著結界的“能削弱聖鬥士小宇宙到原本的十分之一不到”的力量，把双鱼座 阿布罗狄、巨蟹座 迪斯马斯克、白羊座 穆、獅子座 艾奧里亞、天蠍座 米羅五名黃金聖鬥士全部輕鬆擊倒并扔下死亡深渊。
在冥界篇，一開始遇到雙子座加隆，並展開激烈交戰，被加隆一邊倒的碾壓，之後由於潘多拉的召喚而被迫去第四環聆聽冥王也喜愛的天琴座奧路菲所的音樂演奏。和對於天琴座奧路菲的動人豎琴聲毫無欣賞之力，只覺得刺耳，這讓他戳破了奧路菲和星矢利用音樂催眠冥界三巨頭並刺殺冥王的計劃，重新讓潘多拉信任於他。隨後，在第五獄再次遇上雙子座 卡諾，兩人鬥得勢均力敵、難分難解，並且正式視對方為宿敵，拉達曼提斯再次不敵加隆，不過另外兩個冥界三巨頭及時趕到，直接制服了加隆。而加隆的援軍——鳳凰座一輝也前來助陣，這讓其中一個三巨頭立刻死亡、另一個三巨頭趕回四之環。在最後和拉達曼提斯的對戰中，卡諾脫下雙子座的黃金聖衣傳送到嘆息之牆，並以沒有聖衣保護的狀態下抱著拉達曼迪斯使出「銀河爆碎」一同昇上天空，同歸於盡。

#### 天雄星
- 名稱：迦樓羅的艾亞哥斯
- 年齡：22歲。身長：186cm。体重：85kg。誕生日：7月6日。血液型：B型。出身地：尼泊爾。
- 技：迦樓羅飛翔/大鵬金翅旋風(Garuda Flap)：產生強大拋物力，把對手甩飛到天頂，之後必定會落在腳下的X之上。
- 技：銀河幻影(Galactica Illusion)：天雄星迦樓羅最大奧義，把對手扔到充滿“魔眼”的黑暗空間，每個魔眼發射令對手肉體麻痺、精神崩潰的五彩波動來折磨敵人。
- 配音員：三木真一郎（日本）；潘文柏（香港）

「冥界三巨頭」之一的天雄星，守護“第八獄·二之圖-安狄諾拉環”，擁有攻防合一的優勢、無論近戰遠程都非常得意，一般的敵人難以在他的必殺技下生還。比起衝動的近距離攻擊型拉達曼提斯、和冷靜的遠距離攻擊型米諾斯，他是三巨頭中實力最均衡的一個，因而也是「冥界三巨頭」當中實際上的領袖，不過他卻不幸遇上非比尋常的對手鳳凰座 一輝，所有攻勢均未能在一招之內完全打倒一輝，而他自己卻反而在「同一個招式對聖鬥士不能使用兩次」的設定之下，被一輝先使出的「鳳凰幻魔拳」受到精神層面打擊，再使出「鳳翼天翔」而直接殺死。這讓他直接成為第一個死亡的冥界三巨頭，艾亞哥斯的死亡也震撼了剩下兩個冥界三巨頭，直到一輝被潘多拉傳送至第四環才打破這一沉默。

#### 天貴星
- 名稱：獅鷲的米諾斯
- 年齡：23歲。身長：184cm。体重：72kg。誕生日：3月25日。血液型：A型。出身地：挪威・奧斯陸。
- 技：宇宙扯線木偶/星辰傀儡線（Cosmic Marionettion）
- 配音員：遠近孝一、櫻井孝宏【冥王神話】（日本）；何志威【冥王神話】（台灣）；翟耀輝（香港）

「冥界三巨頭」之一的天貴星，守護“第八獄·三之圖-多羅梅亞環”，是一個只在潘多拉之下，冥界地位最高的冥界三巨頭，也是其中最後死亡的一個。
其絕技「Cosmic Marionettion」是操縱敵人看不見的絲線以纏繞敵人，讓對方的軀體骨折、斷裂，即使對手已經死亡，也能透過操縱傀儡讓他看起來好像是活物一樣。作為最冷靜的冥界三巨頭，負責審判死者的第一獄職位原本是他，不過他本人對此似乎沒有多大興趣，只有在拉達曼提斯時幾乎要被加隆殺掉之時，才匆匆跟隨艾亞哥斯趕到現場，按照出招順序，也是時常跟在其他兩個冥界三巨頭之後。
在歎息之墻被破壞之時，急著趕回第四環去阻止聖鬥士， 並在打開嘆息之牆的房門時被黃金聖鬥士們炸牆的爆炸所輕傷致冥衣半碎之後, 卻遭遇白鳥座 冰河，仍展現出恐怖的實力，能夠輕易擊碎被譽為幾位黃金聖鬥士聯手也不能擊破的「冰靈柩」，但其傀儡線仍然受到經歷百戰的冰河的凍氣而結冰，更被擁有絕對零度的「極光処刑」所擊中。雖然米諾斯此時已經身受重創，但依舊堅持不放聖鬥士進入極樂淨土，在強行跳越嘆息之牆的時候，因為身上冥衣沒有神血保護，最終被超次元所吞沒，身體撕裂而亡。

### 天罡冥鬥士
哈迪斯之冥鬥士，守護地獄的天罡冥鬥士，共有三十六人(三人冥界三巨頭)，他們的職責就是和地煞冥鬥士守護地獄之門、阿格龍河、第一獄的黑風山谷、第二獄、第三獄、第四獄、第五獄、第六獄的一之谷 血池地獄、二之谷 森林地獄、三之谷 熱沙地獄、血之大瀑布、第七獄的一之壕、二之壕、三之壕、四之壕、五之壕、六之壕、七之壕、八之壕、九之壕、十之壕、第八獄的寒冰地獄的四個圈，以防外敵入侵。

#### 天間星
- 名稱：苦惱河的卡朗
- 年齡：38歲。身長：183cm。体重：65kg。誕生日：10月2日。血液型：O型。出身地：義大利那不勒斯。
- 武器：阿格龍划槳
- 技：旋轉划槳 Rolling Oar、渦流重撃 Aiding Current Crusher
- 配音員：齊藤志郎（日本）；李錦綸（香港）

守衛阿格龍河之冥鬥士，由神話時代起，他一直是運送亡魂的船夫，而且亡魂需要他來渡河時，也要付出費用，和人間沒有分別呢……亦因此，仙女座 瞬便將他母親的項鍊作費用，由於在渡河中天馬座 星矢與他發生激戰，當他們到達對岸後，星矢便以「天馬流星拳」把他給秒殺將瞬的項鍊給拿回來。

#### 天英星
- 名稱：長鞭炎魔的魯尼
- 年齡：20歲。身長：183cm。体重：70kg。誕生日：12月24日。血液型：A型。出身地：挪威。
- 武器：炎魔之鞭
- 技：石竹陣 Reincarnation、炎絞繩/火焰之鞭 Fire Whip
- 配音員：千葉進步（日本）；李鎮然（香港）

守衛第一獄之冥鬥士，他是天貴星 格里芬 米諾斯的直屬部下，人們來到地獄就需要經過他的審判，也是劇中為數不多見過黑帝斯真容的冥鬥士（連冥界三巨頭之一的拉達曼提斯也沒見過），在天罡冥鬥士中的實力屬於上乘。
路尼是劇中唯一明確說明附屬於米諾斯的冥鬥士，他偏愛肅靜莊嚴的環境，十分討厭在自己的法庭中發出任何噪音，為了法庭的肅靜甚至不惜直接殺死自己的手下作為代價。面對穿著聖鬥士聖衣的星矢和瞬，不僅不覺得他們是來討伐自己的，反而像正常審判流程一樣審判他們，其必殺技是「火焰之鞭(Fire Whip)」，只要對手被他的鞭子一纏，在放手之時就會自動把對手切成一段段碎肉。在路尼審判仙女座瞬的時候，雙子座卡隆趁其不注意使出普通等級的「幻魔拳」，讓他看到仙女座 瞬的臉和冥王黑帝斯一樣，這令他十分驚慌，一改之前的莊嚴冷靜，直到被拉達曼提斯救下才清醒。之後為了報仇，用鞭子找出卡隆像用絕招試圖將其殺死，不料加隆道出“同一個招數不能對聖鬥士使出兩次”的定律，加隆以一指之力量便將他殺到粉身碎骨。

#### 天獸星
- 名稱：獅身人面像的法老
- 年齡：18歲。身長：178cm。体重：69kg。誕生日：11月19日。血液型：O型。出身地：埃及。
- 武器：獅身人面魔琴
- 技：詛咒天秤 Balance of Curse、黑暗之吻 KISS IN THE DARKNESS
- 配音員：諏訪部順一（日本）；伍博民（香港）

守衛第二獄之冥鬥士，封印魔星的廬山大瀑布山谷，就是以他為原型設計的，他還飼養著上一屆冥王黑帝斯人間體最喜歡的地獄犬當做寵物，他也是在天琴座奧路菲到來之前冥王最愛聽的宮廷樂師，在天罡冥鬥士中實力上乘。
他的絕技利用魔琴所奏出的魔音，然後用「詛咒天秤」(Balance of Curse)以魔音令對手的心臟飛出來，然後放在天秤上，如果比純潔無暇的羽毛還要重的話，表示那人罪孽深重，肉體各靈魂會此時化成灰燼，這招均衡咒術是源於古埃及傳說中的『瑪特的羽毛』。當他和天琴座 奧路菲交鋒時，說出當年冥王 黑帝斯因為欣賞奧路費的琴技，因此使用奸計令他留下，這令到奧路費十分憤怒，而且更迫使全力與他一戰，再次以聖鬥士的身份以「弦樂幻想」將他殺死。

#### 天敗星
- 名稱：岩洞巨怪的伊旺
- 年齡：21歲。身長：192cm。体重：109kg。誕生日：8月30日。血液型：B型。出身地：蘇聯埃文基自治区（即中国的鄂温克族）。
- 技：最大壓榨 Greatest The Reformation
- 配音員：平井啟二（日本）

守護第三獄之冥鬥士，雖然是冥界中的怪力之男，但在眾人面前，他連說出名字的機會也沒有便被天鵝座 冰河的「鑽石星塵」殺死。

#### 天角星
- 名稱：泥人魔像的洛克
- 年齡：21歲。身長：195cm。体重：114kg。誕生日：6月17日。血液型：A型。出身地：馬達加斯加。
- 技：旋轉轟炸衝擊 Rolling Bomber Stone
- 配音員：川津泰彥（日本）

守護第三獄之冥鬥士，縱使他的「迴轉炸彈岩石」(Rolling Bomber Stone)四面八方向前來的天鵝座 冰河等人襲擊，就算在他一副巨大無比的身軀面前，但仍未能阻止他們的前進和攻擊，而且還被天龍座 紫龍以一招「廬山昇龍霸」殺死。

#### 天罪星
- 名稱：狼人的費烈基斯
- 年齡：21歲。身長：189cm。体重：81kg。誕生日：9月18日。血液型：A型。出身地：南非共和國奥兰治河流域。
- 技：震鳴地獄 Howling Inferno：天罪星厲尤卡昂最大奧義，雙手凝聚小宇宙重撃對手。
- 配音員：梁田清之（日本）

守衛第四獄之冥鬥士，實力在強勁的小宇宙中展現出來，因為在使者木筏中先後接過天龍座 紫龍的「廬山昇龍霸」和白鳥座 冰河的「鑽石星塵」仍未能傷害他半分，還能使出「震鳴地獄{Howling Inferno)」擊敗二人，但在雙子座 加隆面前並不成功，加隆使出「銀河爆劽拳」便輕易把他殺死。

#### 天醜星
- 名稱：死亡甲蟲的史丹杜
- 年齡：22歲。身長：258cm。体重：240kg。誕生日：4月18日。血液型：B型。出身地：澳大利亞。
- 技：大型墻壁 BIG WALL、地獄同行 Stand By Me
- 守衛第五獄之冥鬥士，當雙子座 加隆等人由第四獄乘木筏到此後，看見他的巨大身軀也為之咋舌，看似擁有強大的實力和氣力，但他未曾出招的時候已被加隆殺死了。

#### 天哭星
- 名稱：鷹身女妖的華利泰
- 年齡：20歲。身長：182cm。体重：71kg。誕生日：2月14日。血液型：AB型。出身地：塞浦路斯。
- 技貪婪生命 Greed the Live：雙手交叉，產生大量的黑暗光束粉碎對手。
- 技甜美巧克力 Sweet Chocolate：天哭星鳥身女妖最大奧義，產生一群的鳥身女妖，以對手的生命力和精神作为食量，以對手的感情和执着养育的灵魂肯定像美味的糖果一样。
- 配音員：竹本英史（日本）；劉奕希（香港）

守衛第八獄之冥鬥士，對拉達曼迪斯是絕對的忠誠，受潘朵拉之命帶著鳳凰座 一輝到在這裡處置的時候，遇到剛剛醒過來的天馬座 星矢，星矢為了離開這裡，以雅典娜聖衣作賭注，利誘他放自己離開這裡，他為了得到雅典娜聖衣，便將星矢放出來，但他不單未能得到雅典娜聖衣，還被星矢以「天馬流星拳」殺死。

#### 天捷星
- 名稱：有翼蜥蜴的希爾菲特
- 年齡：19歲。身長：181cm。体重：78kg。誕生日：7月20日。血液型：O型。出身地：比利時。
- 技：殲滅翔風 Annihilation Flap：天捷星巴基裏斯克最大奧義，產生強大的烈風吹飛對手。
- 配音員：稻田徹（日本）

守衛歎息之墻的冥鬥士，他是直屬於冥界三巨頭 天猛星 雙足飛龍 拉達曼迪斯的冥鬥士,他與天牢星、天魔星以三人之力一同阻撓星矢等人前往極樂世界，但被天龍座 紫龍一人所阻，雖然三人同時以絕技向紫龍進攻，但是仍然未能取勝，而且一同被他的「廬山百龍霸」所擊倒。打敗他們後，紫龍已經進入超次元中，而在百龍霸下仍然生還的他為了追擊紫龍，在沒有神之血的保護下被超次元吞沒。

#### 天魔星
- 名稱：斷頭花的吉因
- 年齡：19歲。身長：171cm。体重：56kg。誕生日：4月15日。血液型：B型。出身地：德國黒森林。
- 技：血花刀剪 Blood Flower Scissor
- 配音員：織田優成（日本）：天魔星阿路拉烏娜最大奧義，以血色的光刀砍下對手头颅。

守衛歎息之墻的冥鬥士，他是直屬於冥界三巨頭 天猛星 雙足飛龍 拉達曼迪斯的冥鬥士，他的必殺技「Blood Flower Scissor」就像是地獄斷頭台一般，將對手了斷於必殺技下，但面對背水一戰的天龍座 紫龍時，在紫龍的百折不撓的精神下，為了讓星矢等人安全到達極樂世界拯救女神，雖然面對天捷星，天牢星等三人的不斷攻擊,但紫龍使出童虎只在他面前使用過一次的「廬山百龍霸」，便將他們殺死。

#### 天牢星
- 名稱：希臘牛頭人的哥頓
- 年齡：20歲。身長：188cm。体重：95kg。誕生日：12月18日。血液型：B型。出身地：波蘭。
- 技：大斧粉碎 Grand Axe Crusher：天牢星彌諾陶洛斯最大奧義，破坏力足以毁灭星球的右手碎擊。
- 配音員：HIRO（日本）

守衛歎息之墻的冥鬥士，他是直屬於冥界三巨頭 天猛星 雙足飛龍 拉達曼迪斯的冥鬥士,他們三人在嘆息之壁的路上阻止星矢等人前進，但被天龍座 紫龍一人所擋，他的必殺技是「Grand Axe Crusher」,以強勁的臂能，連紫龍的「Excalibur」也輕易摧毀。但最後紫龍燃燒所有的小宇宙來使出「廬山百龍霸」來殺死他們。

### 地煞冥鬥士
哈迪斯之冥鬥士，共七十二人，他們的職責輔助冥界三巨頭，基本不用守護冥界，而是直接被派到人間去攻擊敵人。身穿『地煞冥衣』，雖然在表面上地煞的等級比天罡要低，但是地煞系列的冥鬥士中也有很多實力是反超天罡的人存在。

#### 地妖星
- 名稱：蝴蝶的繆
- 年齡：19歲。身長：178cm。体重：65kg。誕生日：1月27日。血液型：B型。出身地：奧地利。
- 技：念動力 PSYCHOKINESIS：以意念瞬间移动。
- 技：醜陋爆發 Egly Eruption：爆發出多道毒液攻擊。
- 技：星塵銀絲 Silky Thread：產生眾多的銀絲封閉着對手，直至氣絕身亡為止。
- 技：妖精之舞 Falry Thronging：地妖星巴比隆最大奧義，召喚大量的冥界之蝶，把對手直接扔下冥界。
- 配音員：私市淳（日本）

闖入聖域的冥鬥士之一人，少數實力反超天罡冥鬥士的地煞冥鬥士，“冥界之蝶”的本體，並非是接到拉達曼提斯的指示，而是本來他就按照潘多拉的要求執行監視的任務。與牡羊座 穆擁有同等級的念力，最終被穆以「星光滅絕」消滅。進化過程：卵 → 幼虫→ 蛹 →成虫（蝶）。

#### 地暗星
- 名稱：深潛者的尼歐貝
- 年齡：25歲。身長：181cm。体重：80kg。誕生日：8月3日。血液型：AB型。出身地：玻利維亞。
- 技：深沉香氣 Deep Fragrance、死亡香水 death Perfume
- 配音員：堀井真吾（日本）

闖入聖域的冥鬥士之一人，少數實力反超天罡冥鬥士的地煞冥鬥士，聖鬥士星矢本傳中唯一一個來源於克蘇魯神話的角色，攻入聖域的冥鬥士之一人，擅長運用有毒的香氣，以一人之力殺死了黃金聖鬥士等級的金牛座 阿爾德巴朗，然而自己亦被「巨型號角」的潛藏威力所粉碎。

#### 地伏星
- 名稱：蚯蚓的萊米
- 年齡：29歲。身長：176cm。体重：51kg。誕生日：2月1日。血液型：O型。出身地：老撾。
- 技：蟲蠅索陣 Worm's Bind 、咆哮噬血 Roar Blood
- 配音員：中井和哉（日本）

攻入聖域的冥鬥士之一人，少數實力能和天罡冥鬥士持平的地煞冥鬥士，剛從地中出來能綁住獅子座的黃金聖鬥士獅子座 艾奧里亞，雖然實力已經不俗，但還是被黃金聖鬥士等級的艾奧利亞掙脫，以「雷光放電」殺死。

#### 地奇星
- 名稱：青蛙的賽洛斯
- 年齡：38歲。身長：149cm。体重：55kg。誕生日：3月13日。血液型：A型。出身地：柬埔寨。
- 技：起跳扣殺 Jumping Smash
- 配音員：島田敏（日本）

天猛星 雙足飛龍 拉達曼迪斯的部下，服從於強者、欺凌弱者，對潘多拉和拉達曼提斯阿諛奉承，被天鵝座 冰河看到踩踏水瓶座卡妙之後被他的「曙光女神的寬恕」殺死。

#### 地暴星
- 名稱：独眼巨人的古加多
- 年齡：20歲。身長：197cm。体重：108kg。誕生日：2月21日。血液型：O型。出身地：南斯拉夫。
- 技：巨人擒殺 Giant Horde、巨大重擊 Big Knmckfe
- 配音員：江川央生（日本）

率領正規的冥鬥士軍團進攻聖域，也是地煞冥鬥士當中實際上的領袖，被處女座 沙加以「天魔降伏」消滅，對永恆的生命抱有幻想。

#### 地陰星
- 名稱：無頭騎士的丘布
- 年齡：24歲。身長：188cm。体重：88kg。誕生日：10月9日。血液型：O型。出身地：古巴。
- 技：血液飛濺 Blood Soray、死亡信使 Death Messenger

攻入聖域的冥鬥士之一人。被雙子座 薩加殺死並且被奪去冥衣。以後撒加扮成其模樣混入冥鬥士中，在處女宮向處女座 沙加發出攻擊。然而正是因為這樣，丘布本人的招式在故事中並未展示出來。

#### 地劣星
- 名稱：長耳精靈的美露士
- 年齡：22歲。身長：186cm。体重：78kg。誕生日：6月26日。血液型：B型。出身地：愛爾蘭。
- 技：自然出納 Natural Terror、地震調音 Earthquake Mlxer

攻入聖域的冥鬥士之一人。被水瓶座 卡妙殺死並且被奪去冥衣。以後卡妙扮成其模樣混入冥鬥士中，在處女宮向處女座 沙加發出攻擊。因為這樣，米鲁兹本人的招式在劇中並未展示出來。

#### 地走星
- 名稱：蛇髮女妖的奧克斯
- 年齡：23歲。身長：187cm。体重：81kg。誕生日：11月7日。血液型：A型。出身地：丹麥。
- 技：驚人衝擊 Eye Of Charge、岩石碎擊 Dck The Bay

攻入聖域的冥鬥士之一人。被魔羯座 修羅殺死並且被奪去冥衣。以後修羅扮成其模樣混入冥鬥士中，在處女宮向處女座 沙加發出攻擊。因為這樣，奧克斯本人的招式在劇中並未展示出來。

#### 其他
- 地速星、地闊星

入侵十二宮的冥鬥士，在獅子宮被獅子座 艾奧尼亞以獅子的咆哮「閃電離子」殺死。
- 地樂星、地刑星、地狂星、地奴星、地藏星

入侵十二宮的冥鬥士，在处女宮被处女座 沙加以天魔降伏殺死。
- 地猛星、地威星、地靈星

天猛星 拉達曼迪斯的部下。
在第一獄 黒之谷出現，不理會拉達曼迪斯忠告不自量力地向雙子座 卡諾挑戰，最後跟另外三名冥鬥士全數被卡諾以「銀河星爆」所殺。
- 地逐星

在第八獄 冰地獄被天蠍座 米羅以真紅之衝撃「深紅毒針」所殺。
- 地明星

在第八獄 冰地獄被白羊座 穆以「星塵旋轉」所殺。
- 地退星、地進星

在第八獄 冰地獄被獅子座 艾奧里亞以獅子的咆哮「閃電離子」所殺。
- 地惡星、地數星、地平星、地空星、地理星

最後一批冥鬥士，在「超次元」的入口前被鳳凰座 一輝以「鳳翼天翔」全數秒殺。
- 以上都是漫画原著的冥鬥士成員，不過他們還未報上名字就已經被沙加、艾奧里亞、加隆、一輝所殺，這些人的星宿名稱都只是在「聖鬥士星矢大全」中才得到證實。

### 骷髅雜兵
哈迪斯之冥鬥士，守護地獄的骷髅雜兵。每個雜兵都有鐮刀、大鐮和斧頭等刀具當作武器，其實力雖然可以打贏人類卻打不贏青銅、白銀與黃金聖鬥士。穿着不属于一百零八魔星的低级冥衣，负责给亡灵引路，押送亡灵、巡逻和搜捕逃跑的亡灵等事务。
馬魯基洛
- 年齡：19歲。身長：155cm。体重：51kg。誕生日：4月25日。血液型：AB型。出身地：馬來西亞。
- 技：大型法特 Big Fart、小型伯爾茲 Little Beich

第一獄法庭的雜兵，連魔星都不是的普通冥鬥士，因大聲說話而被天英星 路尼以火炎之鞭肢解。